# Anomali
 (août 2024).
Anomali Inc. est une société américaine cybersécurité qui développe et fournit des produits de renseignement sur les menaces. En 2023, l'entreprise s'est lancée dans la fourniture d'analyses de sécurité alimentées par l'intelligence artificielle (IA).

## Histoire
Anomali est fondée en 2013 sous le nom de ThreatStream, par Greg Martin et Colby DeRodeff. À cette époque, les produits de la société offraient des options de filtrage et de personnalisation pour donner aux entreprises une visibilité sur les indicateurs de compromission (IOC). En 2013, la société lance la première version de ThreatStream, une plateforme de renseignement sur la menaces  utilisant différentes sources pour suivre les menaces connues, surveiller et détecter les failles de sécurité.

## Produits et services
ThreatStream : une plateforme de renseignement sur les menaces qui automatise la détection, l'investigation et la réponse aux menaces ; collecte des renseignements provenant de différentes sources,.
Match : une plate-forme de détection de violation qui fera correspondre les renseignements sur les menaces externes aux événements internes.
Lens : un plugin basé sur un navigateur Web qui utilise le traitement du langage naturel (NLP) pour analyser le contenu Internet structuré et non structuré afin d'automatiser l'identification des adversaires, des logiciels malveillants et des cybermenaces présents sur le réseau des utilisateurs, attaquant activement le réseau de l'utilisateur ou nouvellement détectés.
Anomali Preferred Partner (APP) Store : les entreprises peuvent utiliser APP pour acheter des renseignements supplémentaires ; la boutique est créée en collaboration avec des revendeurs de canaux, des fournisseurs de services de sécurité gérés (MSSP), des intégrateurs de systèmes et des fournisseurs de flux de renseignements sur les menaces commerciales.
Cloud-Native XDR : aide les entreprises à surveiller et à améliorer leur infrastructure de télémétrie de sécurité existante.